# Tag der Nationalen Volksarmee

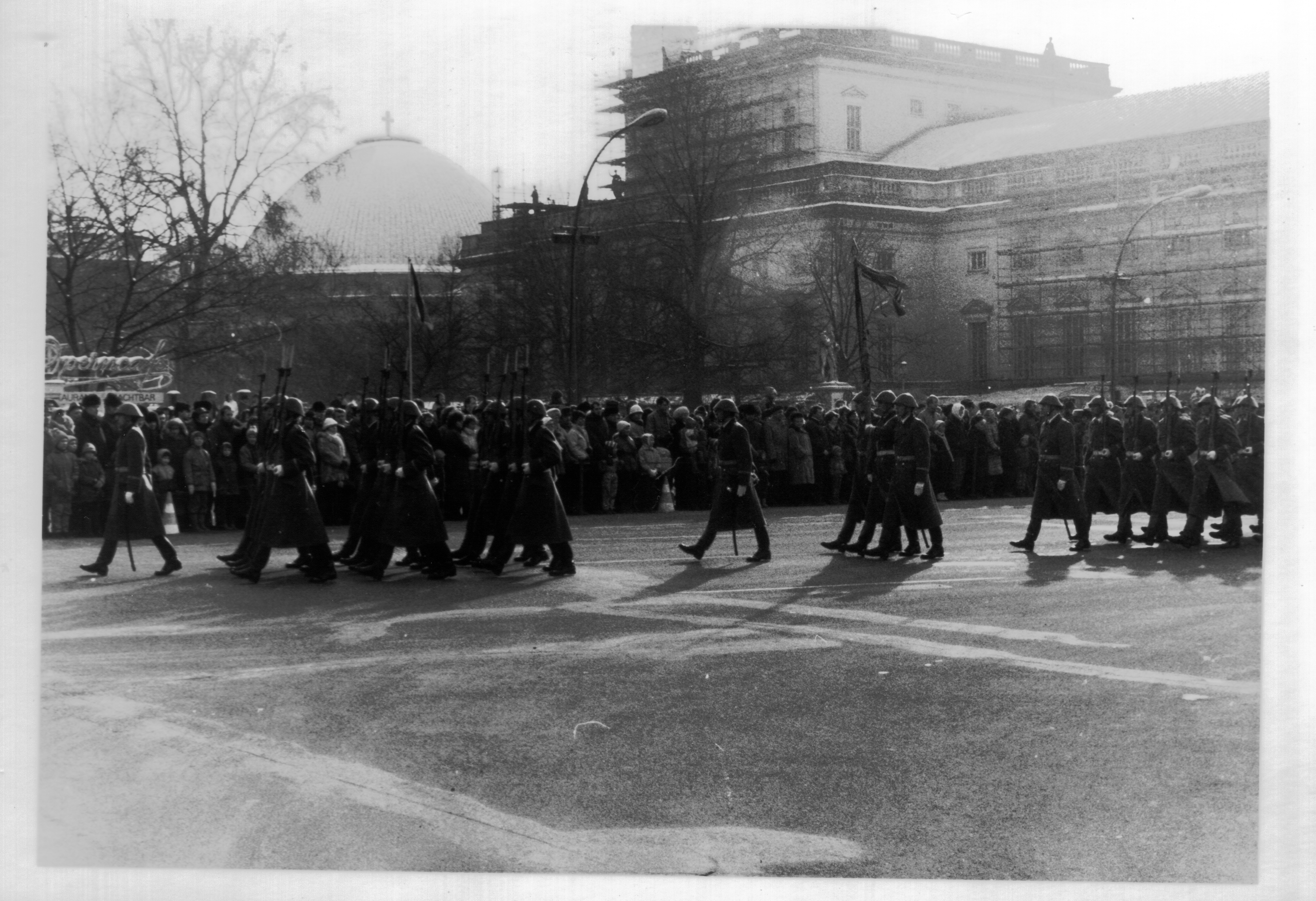
Marschieren Unter den Linden

Der Tag der Nationalen Volksarmee, kurz Tag der NVA, war ein Ehrentag, an dem ab 1957 in der DDR der Gründung der Nationalen Volksarmee aus der kasernierten Volkspolizei am 1. März 1956 auf Beschluss vom 18. Januar 1956 jährlich am 1. März gedacht wurde.
Der Tag der NVA wurde mit Militärparaden der NVA begangen. Außerhalb der NVA, vor allem in Schulen und Betrieben, begann man den Tag der NVA mit feierlichen Appellen und der Verleihung von Auszeichnungen. Der Tag der NVA war ein wichtiger Fixpunkt der Wehrerziehung in der DDR. Vielfach erfolgten an diesem Tag so genannte „Pionier-Manöver“ und Hans-Beimler-Wettkämpfe in den Schulen. Innerhalb der NVA war der 1. März ein Feiertag ohne reguläre Dienstdurchführung.
Der Tag der NVA bildete den Abschluss der „Woche der Waffenbrüderschaft“. Den Anfang dieser Woche markierten die Feierlichkeiten zum „Tag der Sowjetarmee“ am 23. Februar.

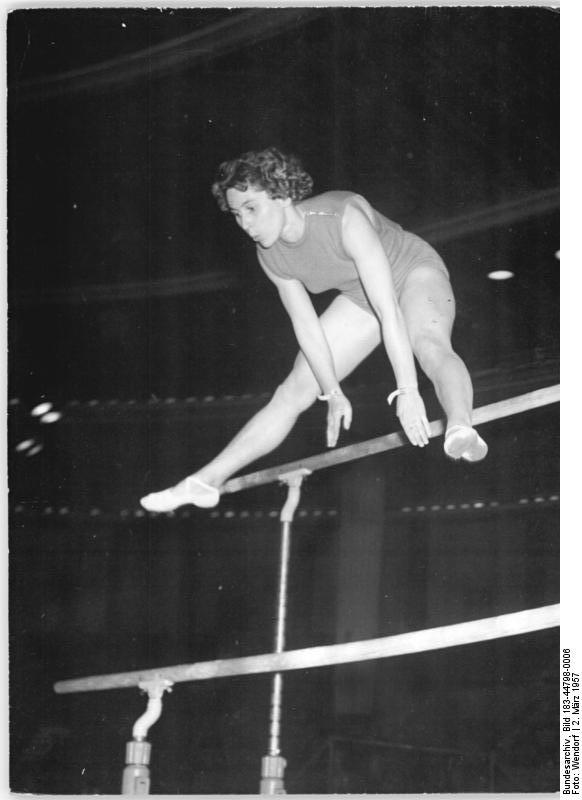
Die Armee-Sportvereinigung „Vorwärts“ führte am 1. März 1957, dem Tag der Nationalen Volksarmee, in der Deutschen Sporthalle eine internationale Sportschau durch.
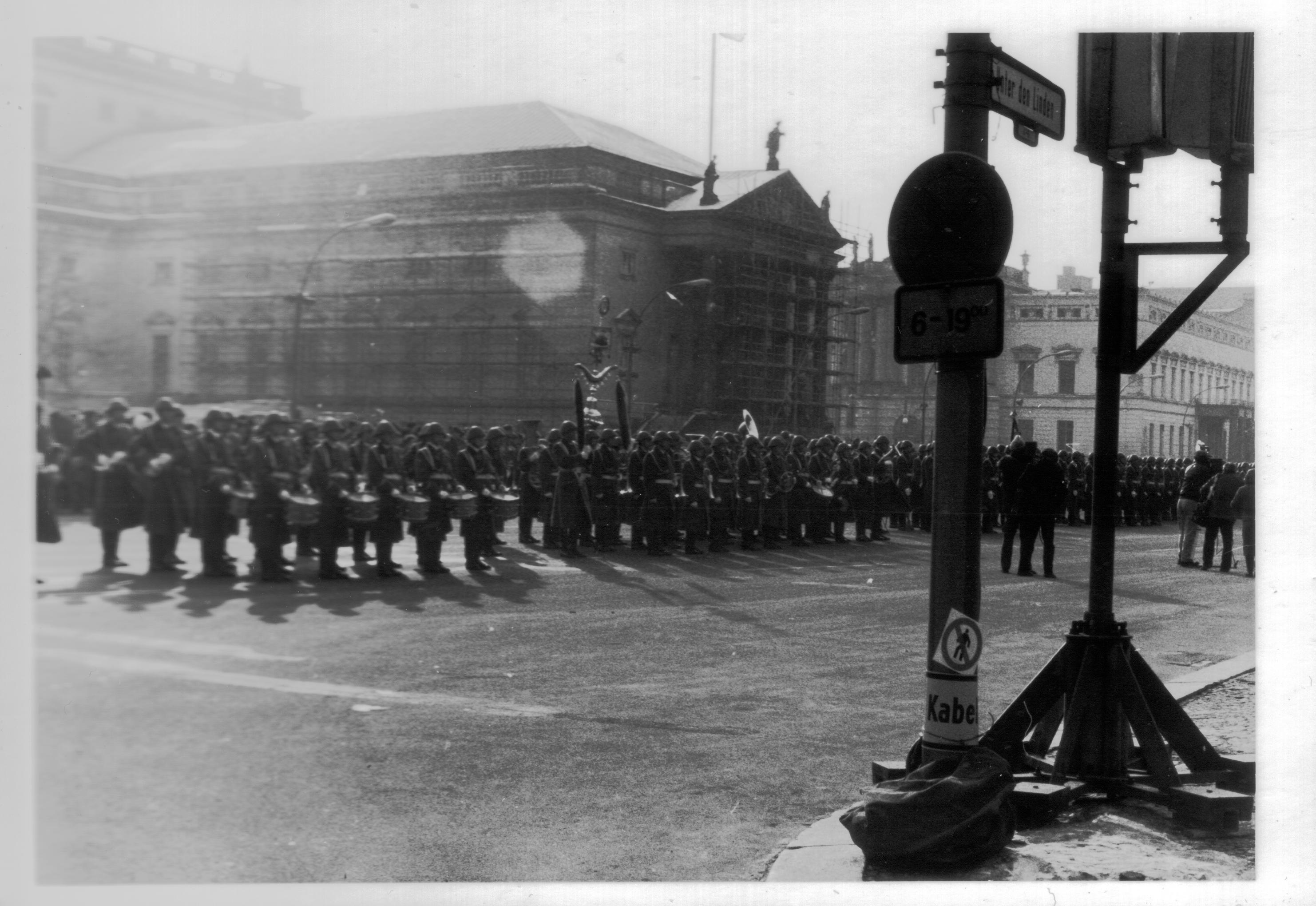
Parade Unter den Linden
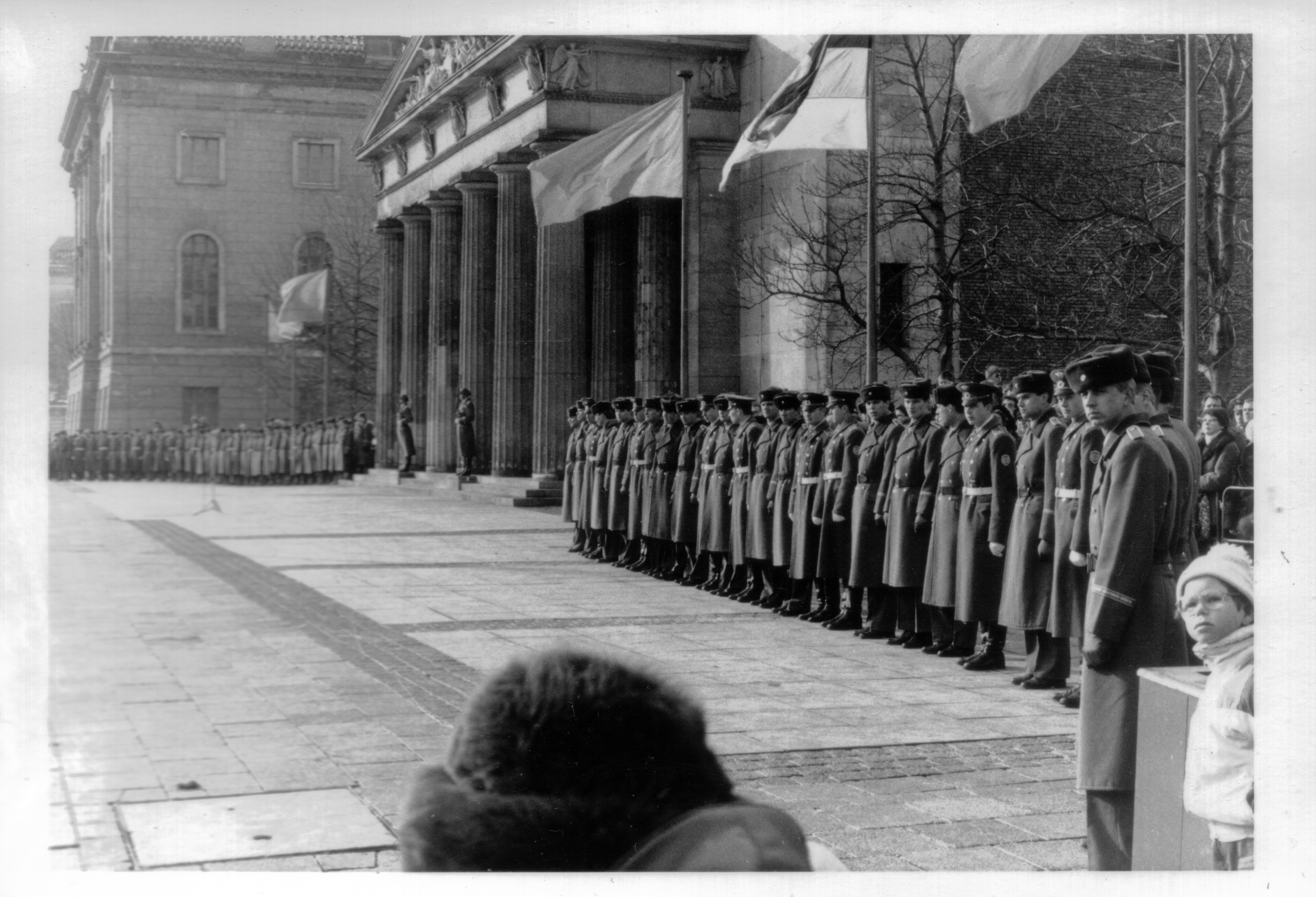
Neue Wache
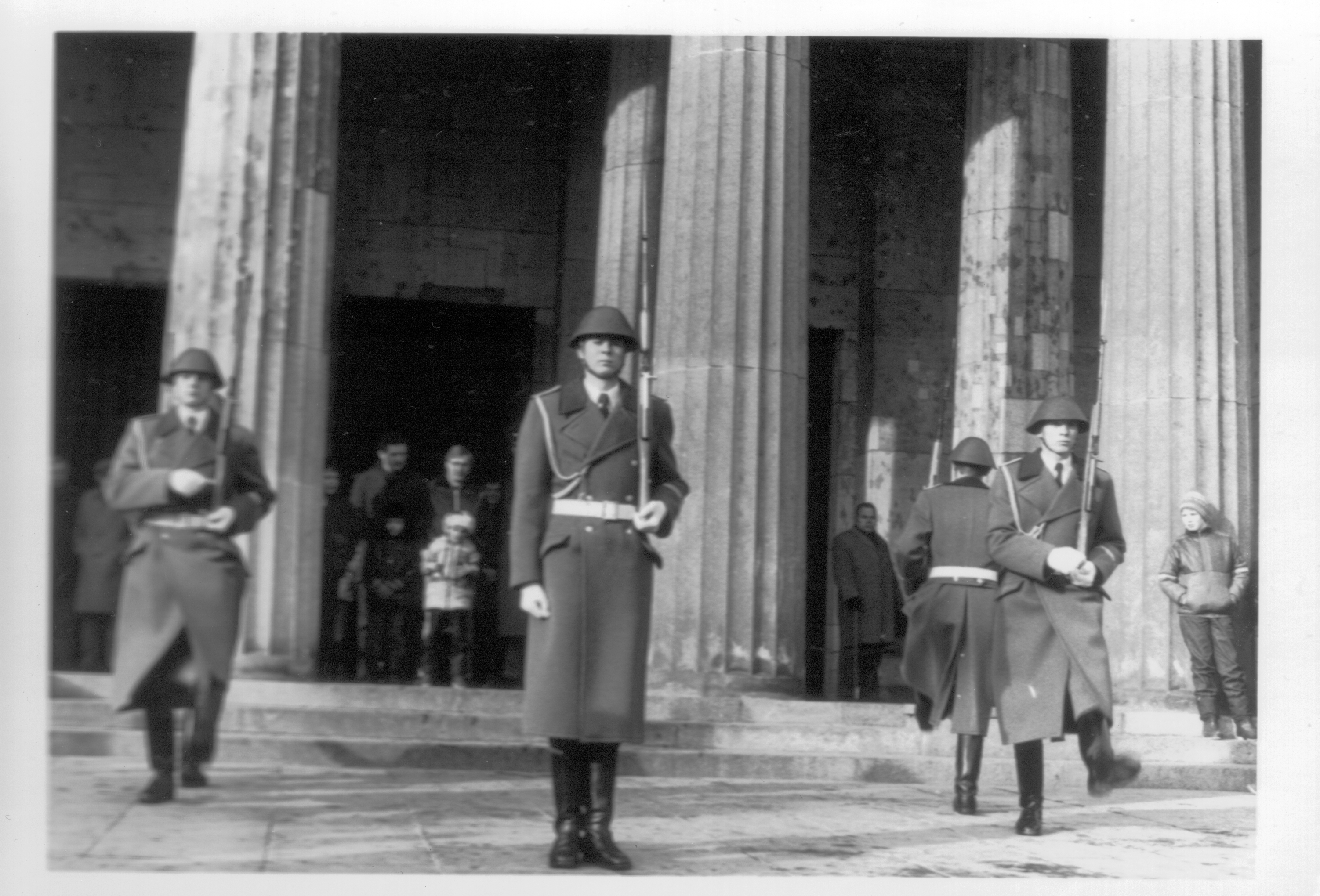
Wachablösung Neue Wache